# Invasió iraquiana de l'Iran

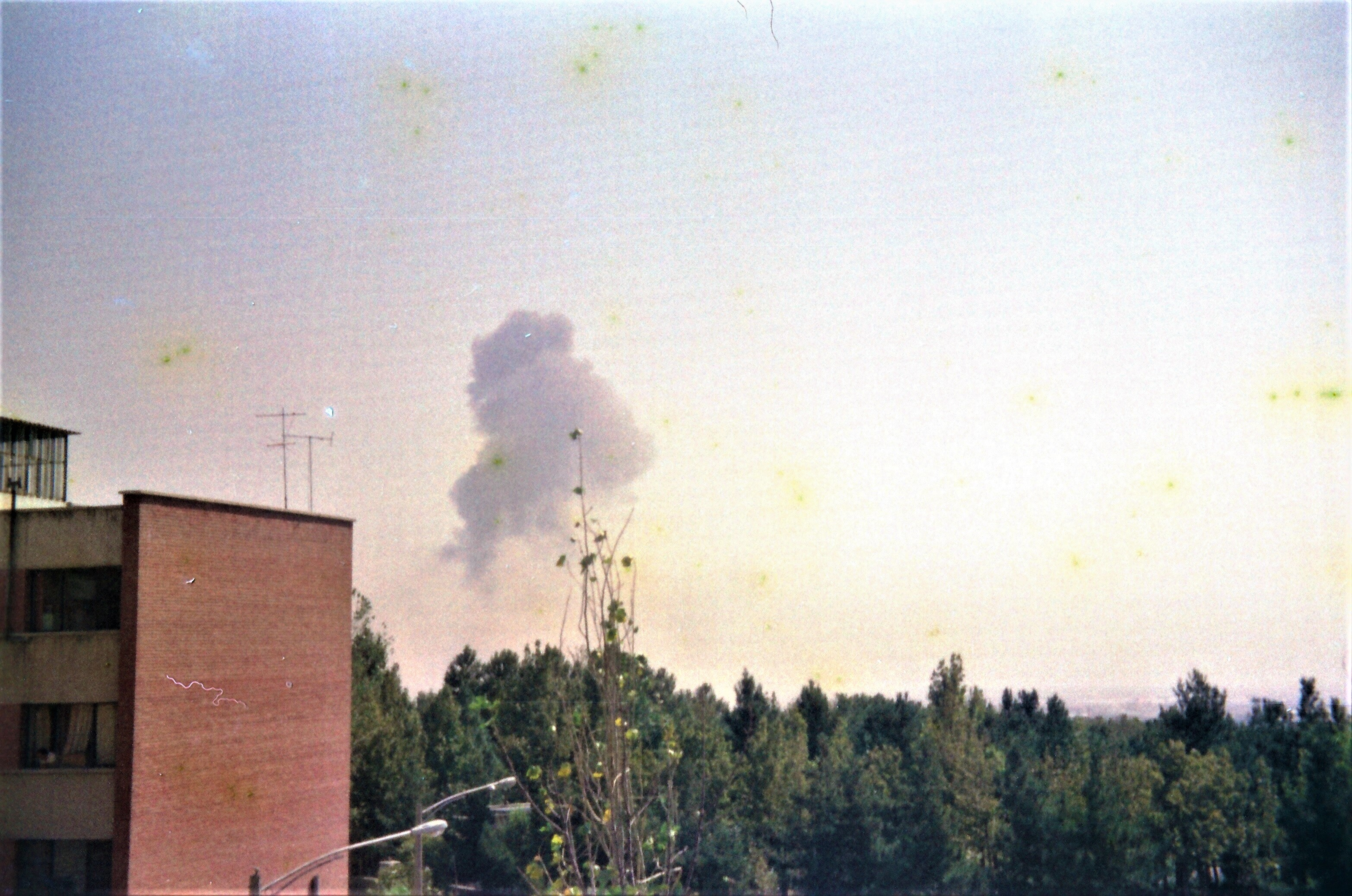
Invasió iraquiana de l'Iran 22 de setembre de 1980 Teheran

La invasió iraquiana de l'Iran fou el conjunt d'operacions militars de l'inici de la guerra Iran-Iraq. Es va llançar el 22 de setembre de 1980 i va durar fins al 7 de desembre del mateix any. La invasió es va aturar davant la resistència iraniana, però l'Iraq va aconseguir capturar més de 15.000 km² del territori iranià. Aquesta invasió va dur a vuit anys de guerra entre els dos països.

## Objectius iraquians
L'interès primordial de Saddam Hussein en la guerra contra el seu veí podria derivar del desig de justificar el suposat menyspreu dels Acords d'Alger, a més d'aconseguir l'annexió del Khuzestan i convertir-se en la superpotència regional. L'objectiu de Saddam era substituir Egipte com a líder del món àrab i assolir una clara hegemonia al golf Pèrsic. Saddam Hussein va observar l'augment de la debilitat de l'Iran a causa de la revolució islàmica, les sancions i l'aïllament internacional, mentre que internament havia invertit molt en l'exèrcit, amb la compra de grans quantitats de material a la Unió Soviètica i França. El 1980, l'Iraq posseïa 200.000 soldats, 2.000 tancs i 450 avions. Saddam va veure una oportunitat per atacar, fent servir l'amenaça de la Revolució Islàmica com a pretext.
Una invasió reeixida de l'Iran permetria augmentar les reserves de petroli de l'Iraq i convertiria el país en el poder dominant de la regió. Amb l'Iran submergit en el caos, es presentava l'oportunitat d'annexionar la província de Khuzestan, rica en petroli; a més, la gran població àrab de Khuzestan permetria a Saddam proclamar-se llibertador dels àrabs oprimits pel domini persa. Alguns estats del Golf com l'Aràbia Saudita i Kuwait (tot i ser hostils amb l'Iraq) van animar l'Iraq a atacar, ja que temien que es produís una revolució islàmica dins de les seves pròpies fronteres. Alguns exiliats iranians també van convèncer Saddam que, si envaïa l'Iran, la república islàmica col·lapsaria ràpidament. Al 1979–80, l'Iraq va ser el beneficiari d'un boom del petroli que li aportà 33.000 milions de dòlars, cosa que va permetre al govern gastar en projectes civils i militars. En diverses ocasions, Saddam va al·ludir a la conquesta islàmica de l'Iran en la promoció de la seva posició.
El 1979–1980, es van produir disturbis contra el partit baasista a les zones xiïtes de l'Iraq per part de grups que treballaven per a una revolució islàmica al país. Saddam i els seus diputats creien que els aldarulls havien estat inspirats en la revolució iraniana i instigats pel govern de l'Iran. El 10 de març de 1980, quan l'Iraq va declarar l'ambaixador de l'Iran persona no grata i va exigir-ne la retirada de l'Iraq el 15 de març, Iran va respondre rebaixant els seus vincles diplomàtics al nivell dels negocis i va exigir a l'Iraq que retirés el seu ambaixador a Teheran. L'abril del 1980, el gran aiatol·là Mohammad Baqir al-Sadr i la seva germana Amina Haydar (més coneguda com a Bint al-Huda) van ser penjats com a part d'una represàlia per part Saddam. L'execució de l'aiatol·là més gran de l'Iraq va causar indignació a tot el món islàmic, especialment entre els xiïtes.
L'Iraq també va ajudar a provocar disturbis entre els àrabs iranians a la província del Khuzestan, donant-los suport en les seves disputes laborals i convertint els aixecaments en enfrontaments armats entre els militants i la Guàrdi Revolucionària iraniana. L'Iraq també donava suport puntual a la rebel·lió armada del Partit Demòcrata Kurd de l'Iran al Kurdistan. El fet més destacat d'aquests esdeveniments va ser el setge de l'ambaixada iraniana a Londres, en què sis insurgents àrabs khuzestanís van prendre com a ostatges el personal de l'ambaixada iraniana.

## Preludi

### Conflictes fronterers
El setembre del 1980, les escaramusses entre l'Iran i l'Iraq van anar augmentant. L'Iraq va començar a fer accions més agosarades, bombardejant i fent incursions als territoris disputats. Malovany descriu la presa de l'exèrcit iraquià de l'enclavament de Zayn al-Qaws, a prop de Khanaqin (per la 6a Divisió Blindada, 2n Cos); l'enclavament de Saif Sa'ad (10a Divisió Blindada) i l'enclavament de Maysan entre Xib i Fakkeh (1a Divisió Mecanitzada, 3r Cos). L'Iran va respondre bombardejant diverses ciutats i posts fronterers iraquians, tot i que això va fer poc per alterar la situació sobre el terreny. El 10 de setembre, Saddam declarava que l'exèrcit iraquià havia alliberat tots els territoris disputats a l'Iran. Cal tenir en compte que Malovany, un analista d'intel·ligència israelià que va escriure anys després, va afirmar que els enclavaments no es van capturar del tot fins al 21 de setembre.

Amb la conclusió de les «operacions d'alliberament», el 17 de setembre, en una declaració dirigida al parlament iraquià, Saddam afirmà: 

| « | Les freqüents i flagrants violacions iranianes de la sobirania iraquiana […] han fet que els Acords d'Alger de 1975 siguin nuls i sense valor […] Aquest riu [el Xatt al-Arab] ha de restablir la seva identitat àrab iraquiana tal i com ha estat al llarg de la història, tant pel nom com per la realitat, amb tots els drets de disposició derivats de la sobirania plena sobre el riu. […] En cap cas desitgem iniciar una guerra contra Iran. | » |
 Malgrat l'afirmació de Saddam que l'Iraq no volia la guerra amb l'Iran, l'endemà les seves forces van atacar els llocs fronterers iranians en preparació de la invasió prevista. La 7a Divisió Mecanitzada i la 4a Divisió d'Infanteria van atacar els posts fronterers iranians que duen a les ciutats de Fakkeh i Bostan, obrint la ruta cap a futures penetracions de blindats cap l'Iran. Afeblit pel caos intern, l'Iran no va poder repel·lir els atacs; això, al seu torn va fer que l'Iraq es confiés en la seva superioritat militar sobre Iran i els va dur a creure en una victòria ràpida.

## La invasió

### Atac aeri
L'Iraq va llançar una invasió a gran escala el 22 de setembre de 1980. La força aèria iraquiana va llançar atacs aeris per sorpresa sobre deu bases aèries iranianes amb l'objectiu de destruir la força aèria iraniana, imitant l'atac de la força aèria israeliana durant la guerra dels Sis Dies. L'atac no va perjudicar significativament la força aèria iraniana; va danyar part de la infraestructura de les bases aèries, però no va poder destruir un nombre rellevant d'aeronaus. La força aèria iraquiana només va poder atacar en profunditat amb uns quants MiG-23BN, Tu-22i Su-20. Tres MiG-23 van aconseguir atacar Teheran, bombardejant-ne l'aeroport, però només van destruir uns pocs avions.

### Invasió terrestre
L'endemà, l'Iraq va llançar una invasió terrestre al llarg d'un front de 640 km, en tres atacs simultanis. De les sis divisions iraquianes implicades en la invasió, quatre van penetrar al Khuzestan, a prop de l'extrem sud de la frontera, per tallar el Xatt al-Arab de la resta de l'Iran i establir una zona de seguretat territorial. Les altres dues divisions van envair l'Iran a través de la part nord i central de la frontera per evitar un contraatac iranià.

#### Front Nord
Al front nord, els iraquians van intentar establir una posició defensiva forta enfront de Silemani per protegir el complex petrolier iraquià de Kirkuk.

#### Front central
Al front central, els iraquians van ocupar Mehran, van avançar cap als contraforts de les muntanyes Zagros i van poder bloquejar la tradicional ruta d'invasió Teheran-Bagdad assegurant el territori davant de Qasr-i Xirin.

#### Front Sud
Dues de les quatre divisions iraquianes que van envair el Khuzestan, una mecanitzada i una altra blindada, van operar a prop de l'extrem sud i van començar un setge de les ciutats portuàries d'importància estratègica d'Abadan i Khorramxahr. Les altres dues divisions, ambdues blindades, van assegurar el territori delimitat per les ciutats de Khorramxahr, Ahwaz, Susangerd i Musian. Les esperances iraquianes d'un aixecament per part dels àrabs del Khuzestan no van arribar a materialitzar-se, ja que la majoria dels àrabs van romandre lleials a l'Iran. Les tropes iraquianes que van penetrar a l'Iran van ser descrites per Patrick Brogan com «mal dirigides i sense esperit ofensiu». El primer atac de armes químiques conegut per l'Iraq a l'Iran va tenir lloc probablement durant els combats al voltant de Susangerd.

## Defensa i contraatac de l'Iran
Tot i que l'atac aeri iraquià va sorprendre els iranians, la força aèria iraniana va respondre amb un atac contra les bases militars iraquianes i altres infraestructures en diverses operacions, com l'Operació Entegham o l'Operació Alborz.Grups de caces F-4 Phantom i F-5 Tiger van atacar objectius a tot l'Iraq, com ara instal·lacions de petroli, embassaments, plantes petroquímiques i refineries de petroli, incloses la bases aèries de Mosul, Bagdad i la refineria de petroli de Kirkuk. L'Iraq va quedar sorprès per la intensitat de les represàlies. L'Iran va patir poques pèrdues en aquests atacs.
A terra, l'exèrcit regular iranià, les forces policials, els voluntaris Basij i els guàrdies revolucionaris van realitzar totes les seves operacions per separat; de manera que les forces invasores iraquianes no van fer front a cap mena de resistència coordinada. No obstant això, el 24 de setembre, l'armada iraniana va atacar Bàssora, destruint-hi dues terminals de petroli a prop del port iraquià de Faw, cosa que va reduir la capacitat de l'Iraq d'exportar petroli. Les forces terrestres iranianes (formades principalment per la Guàrdia Revolucionària) es van retirar a les ciutats, on van establir defenses contra els invasors.

## L'avenç iraquià s'atura
El poble de l'Iran, més que no pas revoltar-se contra l'encara feble República Islàmica, es va reunir al voltant del seu país. S'estima que 200.000 tropes noves havien arribat al front al novembre, moltes d'elles voluntàries compromeses ideològicament.
Tot i que finalment Khorramxahr va ser capturat, la batalla havia retardat prou els iraquians per permetre el desplegament a gran escala de les forces iranianes. Al novembre, Saddam va ordenar a les seves forces que avancessin cap a Dezful i Ahwaz, i va establir setges a les dues ciutats. Tot i això, l'ofensiva iraquiana havia quedat molt castigada per les milícies i la força aèria iraniana. La força aèria de l'Iran havia destruït molts dipòsits de l'exèrcit i els subministraments de combustible. En canvi, els subministraments de l'Iran no s'havien aturat, malgrat les sancions, i l'exèrcit sovint canibalitzà recanvis d'altres equips i començà a buscar peces al mercat negre. El 28 de novembre, l'Iran va llançar l'operació Morvarid, un atac aeri i marítim combinat que va destruir el 80% de la marina de l'Iraq i totes les seves estacions de radar a la zona sud del país. Quan l'Iraq va assetjar Abadan, no va poder bloquejar el port, cosa que va permetre que l'Iran pogués rebre subministraments per mar.
Les reserves estratègiques de l'Iraq s'havien esgotat, i ara ja mancava del poder necessari per continuar amb ofensives importants fins gairebé la fi de la guerra. El 7 de desembre, Saddam Hussein va anunciar que l'Iraq passava a una estratègia defensiva per mantenir el terreny ocupat. Al final de 1980, l'Iraq havia destruït uns 500 tancs iranians i n'havia capturat 100 altres.